# Communauté de communes Errobi
La  communauté de communes Errobi  est une ancienne communauté de communes française, située dans le département des Pyrénées-Atlantiques. Elle était composée de 11 communes.

## Historique
Le 1er janvier 2017, elle fusionne avec neuf autres intercommunalités pour former la communauté d'agglomération du Pays Basque.

## Composition
La communauté de communes regroupait 11 communes :
| Nom              | Code Insee | Gentilé      | Superficie (km2) | Population (dernière pop. légale) | Densité (hab./km2) |
| ---------------- | ---------- | ------------ | ---------------- | --------------------------------- | ------------------ |
| Itxassou (siège) | 64279      | Itsasuar     | 39,37            | 2 059 (2014)                      | 52                 |
| Arcangues        | 64038      | Arrangoiztar | 17,47            | 3 143 (2014)                      | 180                |
| Bassussarry      | 64100      | Basusartar   | 6,51             | 2 627 (2014)                      | 404                |
| Cambo-les-Bains  | 64160      | Kanboar      | 22,49            | 6 785 (2014)                      | 302                |
| Espelette        | 64213      | Ezpeletar    | 26,85            | 2 101 (2014)                      | 78                 |
| Halsou           | 64255      | Haltsuar     | 5,08             | 564 (2014)                        | 111                |
| Jatxou           | 64282      | Jatsuar      | 13,95            | 1 126 (2014)                      | 81                 |
| Larressore       | 64317      | Larresoroar  | 10,76            | 1 871 (2014)                      | 174                |
| Louhossoa        | 64350      | Luhusoar     | 7,38             | 919 (2014)                        | 125                |
| Souraïde         | 64527      | Zuraidar     | 16,86            | 1 388 (2014)                      | 82                 |
| Ustaritz         | 64547      | Uztariztar   | 32,75            | 6 608 (2014)                      | 202                |

## Démographie
| 2010   | 2012   | 2013   |
| ------ | ------ | ------ |
| 27 572 | 28 128 | 28 547 |

## Compétences
- Collecte des déchets (sauf pour les communes d'Arcangues et de Bassussarry, assurée par Bizi Garbia
- Gestion d'équipements bâtis intercommunaux abritant des activités éducatives, culturelles et de loisirs (Centres Culturels et de Loisirs Educatifs de Cambo, d’Itxassou et le Centre Louis Dassance à Ustaritz accueillant des activités de loisirs et culturelles)[1].

## Principaux équipements
Les Centres Culturels et de Loisirs de Cambo-les-Bains, d'Itxassou et d'Ustaritz ont totalement disparu : les bâtiments prévus pour les accueillir et financés sur fonds publics ont été mis disposition de l'association Seaska, pour un autre usage.